# جوناس إنغستروم
جوناس إنغستروم هو لاعب هوكي الجليد سويدي، ولد في 21 يناير 1991.

## وصلات خارجية
- جوناس إنغستروم على موقع EliteProspects.com (الإنجليزية)
- جوناس إنغستروم على موقع Eurohockey.com (الإنجليزية)
- جوناس إنغستروم على موقع HockeyDB.com (الإنجليزية)